# Diecezja elbląska

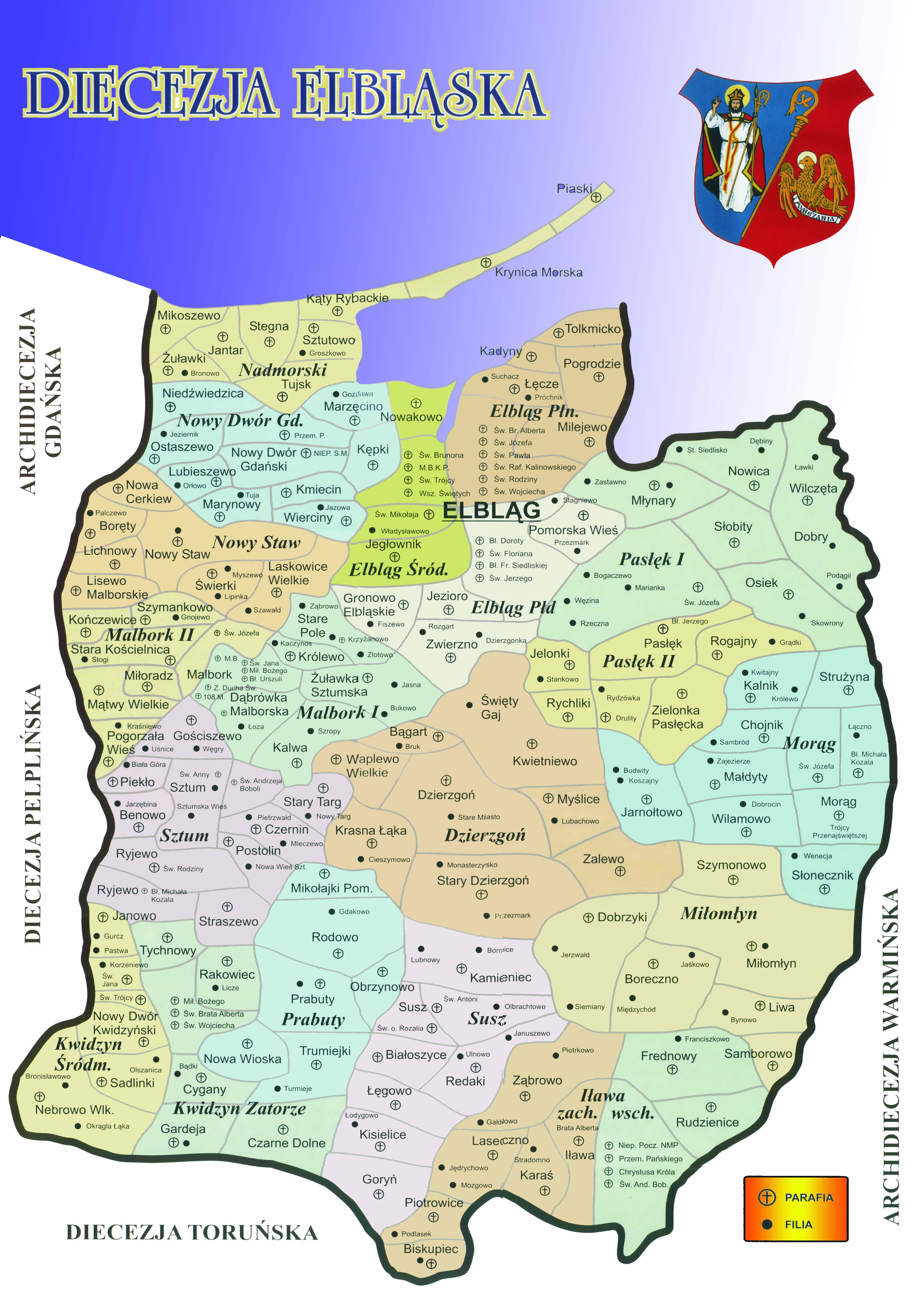
Podział administracyjny diecezji elbląskiej

Diecezja ebląska (łac. Dioecesis elbingensis; niem. Bistum Elbing) – jedna z trzech diecezji obrządku łacińskiego metropolii warmińskiej w Polsce, historycznie nawiązująca do diecezji pomezańskiej utworzonej 28 lipca 1243 decyzją legata papieskiego Wilhelma z Modeny, a zatwierdzoną przez papieża Innocentego IV 30 lipca 1243. Ustanowiona 25 marca 1992 przez papieża Jana Pawła II bullą Totus Tuus Poloniae populus, powstała z części diecezji: gdańskiej, warmińskiej i chełmińskiej.
W chwili powstania diecezji w 1992 było 135 parafii, w tym 121 prowadzonych przez księży diecezjalnych i 14 zarządzanych przez kapłanów zakonnych. Obecnie diecezja liczy 158 parafii: 139 prowadzonych przez kapłanów diecezjalnych i 19 zarządzanych przez kapłanów zakonnych.

## Historia
Diecezję uważa się za kontynuatorkę tradycji diecezji pomezańskiej, zlikwidowanej w 1525. Ludność zamieszkująca teren diecezji ma charakter niemal w całości napływowy. Po II wojnie światowej osiedliła się tutaj ludność z Wołynia, Wileńszczyzny, Pomorza, Małopolski i Polski centralnej.

### Kalendarium
- 1992
  - 25 marca – reforma Kościoła rzymskokatolickiego w Polsce, ustanowienie wśród 13 nowych diecezji również elbląskiej[2] (ordynariuszem elbląskim został dotychczasowy sufragan chełmiński bp Andrzej Śliwiński, sufraganem dotychczasowy sufragan warmiński bp Józef Wysocki), powstanie kurii diecezjalnej oraz komisji diecezjalnych (wikariuszami generalnymi zostali bp Józef Wysocki i ks. infułat Mieczysław Józefczyk).
  - 11 maja – powstanie Sądu Diecezjalnego w Elblągu.
  - 17 maja – ingres biskupa Andrzeja Śliwińskiego do katedry w Elblągu.
- 1993
  - 1 października – erygowanie Wyższego Seminarium Duchownego Diecezji Elbląskiej w Elblągu afiliowanego do Akademii Teologii Katolickiej w Warszawie przez biskupa Andrzeja Śliwińskiego.
- 1995
  - 22 kwietnia – poświęcenie odbudowanego gmachu kurii diecezjalnej przy ul. Mostowej w Elblągu przez arcybiskupa wrocławskiego Henryka Gulbinowicza.
- 1998
  - 6 grudnia – poświęcenie (podczas otwarcia) archiwum diecezjalnego przez arcybiskupa gdańskiego Tadeusza Gocłowskiego.
- 1999
  - 6 czerwca – wizyta papieża Jana Pawła II w diecezji elbląskiej i nabożeństwo czerwcowe z jego udziałem na lotnisku w Elblągu.
  - 1 października – afiliacja seminarium elbląskiego do Wydziału Teologii Uniwersytetu Warmińsko-Mazurskiego w Olsztynie.
- 2002
  - 25 marca – erygowanie Kapituły Kolegiackiej Żuławskiej w Nowym Stawie przez biskupa Andrzeja Śliwińskiego.
- 2003
  - 2 sierpnia – rezygnacja biskupa Andrzeja Śliwińskiego ze stanowiska ordynariusza elbląskiego i ustanowienie dotychczasowego sufragana diecezji tarnowskiej biskupa Jana Styrny nowym ordynariuszem elbląskim.
  - 23 sierpnia – ingres biskupa Jana Styrny do katedry w Elblągu.
- 2009
  - 9 września – w Wojewódzkim Szpitalu Zespolonym w Elblągu zmarł pierwszy biskup elbląski Andrzej Śliwiński
  - 14 września – w katedrze diecezjalnej odbył się pogrzeb pierwszego biskupa diecezji elbląskiej Andrzeja Śliwińskiego. Po eucharystii, której przewodniczył arcybiskup metropolita gnieźnieński Henryk Muszyński, trumnę z ciałem złożono w krypcie biskupów pod katedrą elbląską.
- 2012
  - 3 marca – 24 sierpnia – peregrynacja obrazu Matki Boskiej Częstochowskiej w diecezji elbląskiej.
- 2013
  - 19 października – ustanowienie sanktuarium pw Matki Bożej Nieustającej Pomocy przy kościele redemptorystów pw. Matki Boskiej Królowej Polski
  - 24 listopada – bp Jan Styrna w zakończenie Roku wiary ogłasza, że w październiku na ręce papieża Franciszka złożył rezygnację z urzędu biskupa diecezjalnego elbląskiego.
- 2014
  - 10 maja – bp Jacek Jezierski[2], dotychczasowy biskup pomocniczy archidiecezji warmińskiej, został ustanowiony przez papieża Franciszka nowym biskupem elbląskim. Zastąpił bp Jana Styrnę, który odszedł na emeryturę w związku ze stanem zdrowia.
  - 8 czerwca – odbył się uroczysty ingres ks. bp. Jacka Jezierskiego do katedry elbląskiej. W uroczystości uczestniczył m.in. metropolita gdański i warmiński oraz biskupi: toruński, ełcki, pelpliński i bydgoski na czele z Nuncjuszem Apostolskim w Polsce Abp Celestino Migliore, księża z diecezji elbląskiej i warmińskiej, a także przedstawiciele kapituł katedralnych sąsiednich diecezji, obecni byli także przedstawiciele kościołów: greckokatolickiego, prawosławnego, ewangelicko-augsburskiego i polskokatolickiego.
- 2015
  - 27 marca – przy zakonie Mniszek Klarysek od Wieczystej Adoracji otworzono pierwsze „Okno życia”.
  - 31 października – papież Franciszek przyjął rezygnację ks. bpa Józefa Wysockiego, z urzędu biskupa pomocniczego diecezji elbląskiej, w związku z osiągnięciem wieku emerytalnego[3].
  - 14 – 18 listopada – peregrynacja symboli Światowych Dni Młodzieży w diecezji elbląskiej.
- 2016
  - 20–25 lipca – diecezjalne Światowe Dni Młodzieży z udziałem 50-osobowej grupy młodych pielgrzymów z Malezji, Brazylii, Stanów Zjednoczonych, Wielkiej Brytanii i Niemiec.
  - 17 września – rozpoczął się I synod diecezji elbląskiej[4].
- 2017
  - otwarcie Ośrodka Formacji Diakonów Stałych diecezji elbląskiej[5].
  - z inicjatywy bp. Jezierskiego rozpoczyna swą działalność 3-letnie studium podyplomowe, którego organizatorem był Wydział Teologii UWM w Olsztynie. Uczestnikami studium są młodzi księża diecezji elbląskiej[6].
- 2019
  - 14 lutego – ks. kan. Wojciech Skibicki, dotychczasowy dyrektor Wydziału Nauki Katolickiej kurii diecezjalnej oraz rzecznik diecezji, został mianowany przez papieża Franciszka biskupem pomocniczym diecezji ze stolicą tytularną Casae Nigrae[7].
  - 6 kwietnia – w katedrze elbląskiej odbyły się święcenia biskupie biskupa nominata Wojciecha Skibickiego. Głównym konsekratorem był biskup diecezjalny elbląski Jacek Jezierski, zaś współkonsekratorami arcybiskup Salvatore Pennacchio, nuncjusz apostolski w Polsce, i Józef Górzyński, arcybiskup metropolita warmiński[8].
- 2020
  - 24 października – w katedrze elbląskiej w obecności biskupów elbląskich, biskupów seniorów, sekretarza generalnego i sekretarza synodu, przewodniczącego czterech komisji synodalnych oraz kanclerz kurii odbyła się uroczystość podpisania dokumentów kończącego I synod diecezji elbląskiej[9].
- 2021
  - 17 października – w obecności wiernych świeckich, zwłaszcza przedstawicieli uczelni wyższych miasta, sióstr zakonnych, księży oraz alumnów seminarium duchownego, biskup elbląski Jacek Jezierski podczas mszy świętej w katedrze elbląskiej otworzył diecezjalny etap synodu 2021–2023 „Ku Kościołowi synodalnemu: komunia, uczestnictwo i misja”[10].
- 2022
  - 28 września – po długiej chorobie w szpitalu w Elblągu zmarł drugi biskup elbląski Jan Styrna[11].
  - 3 października – w katedrze elbląskiej odbył się pogrzeb drugiego biskupa diecezji elbląskiej Jana Styrny. Po eucharystii, której przewodniczył arcybiskup metropolita warszawski kard. Kazimierz Nycz, trumnę z ciałem złożono w krypcie biskupów pod katedrą elbląską[12].
- 2024 
  - 10–17 lutego – peregrynacja relikwii bł. Rodziny Ulmów w diecezji elbląskiej[13]
  - 26 października – w Wyższym Seminarium Duchownym rozpoczął się proces beatyfikacyjny elbląskiej lekarki Aleksandry Gabrysiak[14].
  - 15 listopada – biskup elbląski Jacek Jezierski w związku z osiągnięciem w grudniu wieku 75 lat złożył rezygnację ze sprawowanego urzędu[15].

## Biskupi

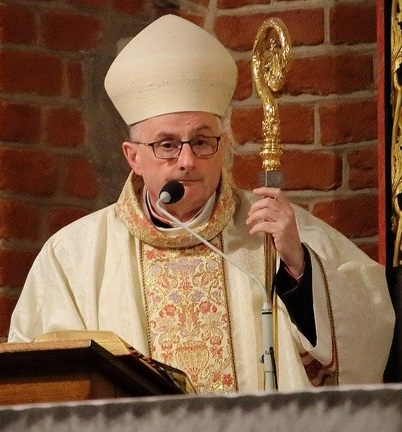
Jacek Jezierski – biskup diecezjalny

### Biskup diecezjalny
- bp Jacek Jezierski – ordynariusz elbląski od 2014

### Biskup pomocniczy
- bp Wojciech Skibicki – (wikariusz generalny) od 2019

### Biskup senior
- bp Józef Wysocki – biskup pomocniczy w latach 1992–2015, senior od 2015

## Struktura wyznaniowa na obszarze diecezji
98% mieszkańców jest katolikami wyznania rzymskiego. Grekokatolików jest około 5000.
Inne wyznania (dane z 2007):
- Kościół Ewangelicko-Augsburski – ok. 250 wyznawców
- Kościół Polskokatolicki – ok. 300 wyznawców
- Kościół Prawosławny – ok. 400 wyznawców
- Kościół Zielonoświątkowy – ok. 400 wyznawców
- Kościół Wolnych Chrześcijan – ok. 20 wyznawców
- Kościół Chrześcijan Baptystów – ok. 250 wyznawców
- Kościół Chrześcijan Dnia Sobotniego – ok. 50 wyznawców
- Kościół Adwentystów Dnia Siódmego – ok. 100 wyznawców
- Kościół Ewangelicko-Metodystyczny – ok. 100 wyznawców
- Świadkowie Jehowy – ok. 2000 wyznawców
- Międzynarodowe Towarzystwo Świadomości Kryszny – ok. 20 wyznawców

## Instytucje
- Kuria Diecezjalna Elbląska

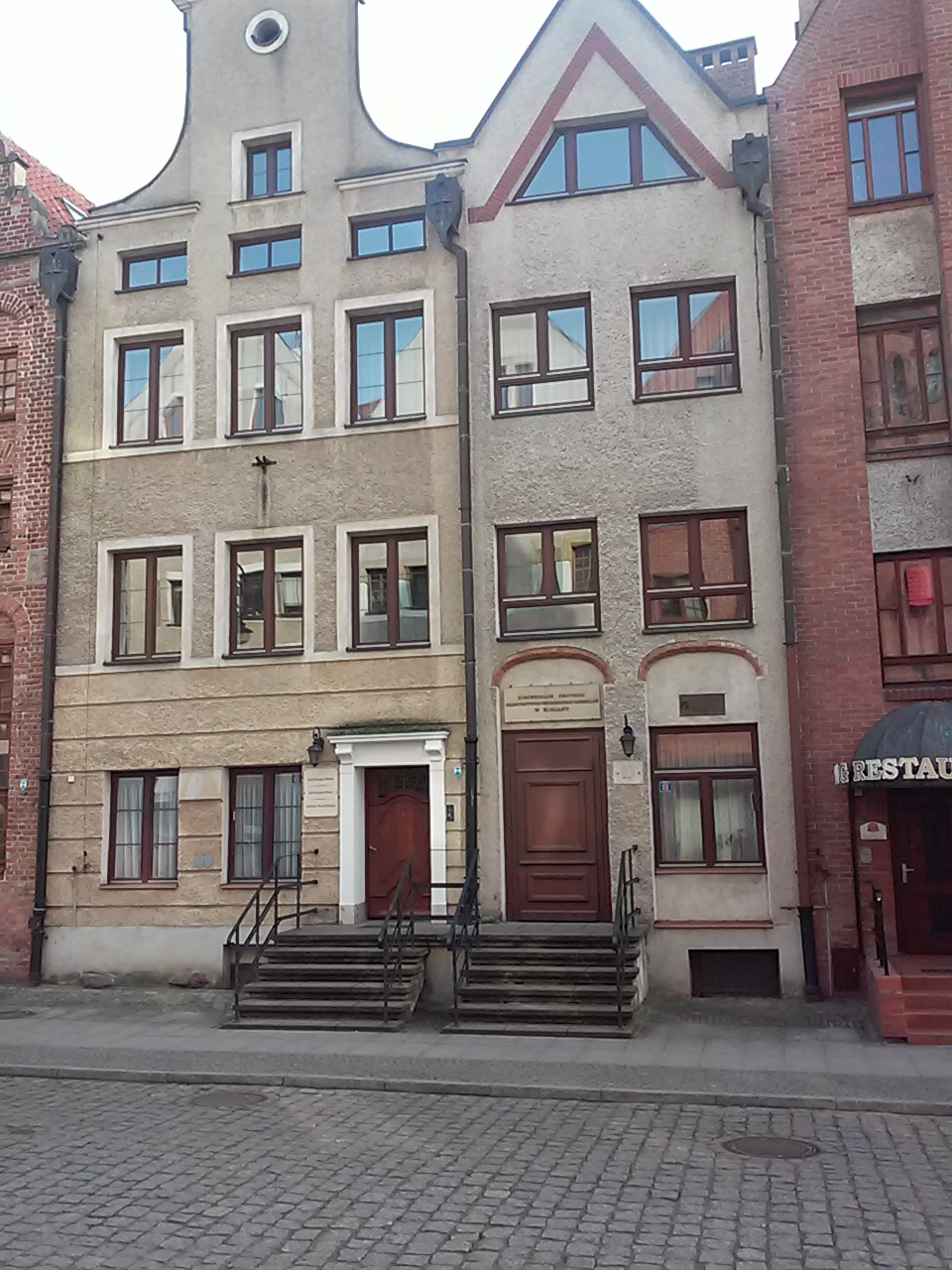
Kuria diecezji elbląskiej.

- Wyższe Seminarium Duchowne w Elblągu
- Sąd Diecezjalny
- Caritas Diecezji Elbląskiej
- Archiwum Diecezji Elbląskiej
- Muzeum Diecezjalne
- Diecezjalne Centrum Duszpasterskie (przy kościele Bożego Ciała w Elblągu)
- Dom Formacyjny Świętego Wojciecha w Mikoszewie
- Diecezjalny Ośrodek Ewangelizacyjno – Charytatywny „Betania” w Elblągu – Stagniewie
- Dom Samotnej Matki w Elblągu
- Hospicjum Świętego Jerzego im. dr Aleksandry Gabrysiak w Elblągu

## Kapituły
- Elbląska Kapituła Katedralna przy Katedrze św. Mikołaja w Elblągu (erygowana 25 marca 1993)
- Kwidzyńska Kapituła Katedralna przy Konkatedrze św. Jana Ewangelisty w Kwidzynie (erygowana 16 października 1993)
- Kapituła Kolegiacka Pomezańska przy Konkatedrze św. Wojciecha w Prabutach (erygowana 18 kwietnia 1983)
- Kapituła Kolegiacka Żuławska przy parafii św. Mateusza w Nowym Stawie (erygowana 25 marca 2002)

## Główne świątynie
- Katedra św. Mikołaja w Elblągu (rocznica poświęcenia: 17 maja)
- Konkatedra św. Jana Ewangelisty w Kwidzynie
- Konkatedra św. Wojciecha w Prabutach

## Sanktuaria[16]
- Sanktuarium Krzyża Świętego w Katedrze św. Mikołaja w Elblągu
- Sanktuarium św. Wojciecha w Świętym Gaju
- Sanktuarium bł. Doroty z Mątowów w Konkatedrze św. Jana Ewangelisty w Kwidzynie
- Sanktuarium bł. Doroty z Mątowów w Mątowach Wielkich
- Sanktuarium Matki Boskiej Fatimskiej i św. Jana Pawła II w Elblągu-Stagniewie
- Sanktuarium Matki Boskiej Fatimskiej w Łęgowie
- Sanktuarium Chrystusa Miłosiernego w Zielonce Pasłęckiej
- Sanktuarium św. Antoniego Padewskiego w Suszu
- Sanktuarium Matki Boskiej Nieustającej Pomocy w Elblągu[17]
- Pomezańskie Sanktuarium Świętej Rodziny w Ryjewie
- Sanktuarium Matki Bożej Różańcowej przy parafii Trójcy Przenajświętszej w Dzierzgoniu
- Sanktuarium Matki Bożej Szkaplerznej w Lubieszewie
- Sanktuarium św. Antoniego Padewskiego w Kadynach

## Dekanaty
- z diecezji chełmińskiej:

1. dekanatu gniewskiego (parafia Janowo)

- z diecezji gdańskiej:

1. dekanat Malbork
2. dekanat Nadmorski
3. dekanat Nowy Dwór Gdański
4. dekanat Nowy Staw

- z diecezji warmińskiej:

1. dekanat Dzierzgoń
2. dekanat Elbląg-Południe
3. dekanat Elbląg-Północ
4. dekanat Elbląg-Śródmieście
5. dekanat Iława
6. dekanat Kwidzyn
7. dekanat Malbork
8. dekanat Morąg
9. dekanat Pasłęk
10. dekanat Sztum

- utworzone w 1992:

1. dekanat Kwidzyn-Zatorze
2. dekanat Miłomłyn
3. dekanat Pasłęk II
4. dekanat Prabuty

- utworzony w 2000:

1. dekanat Iława-Zachód

- utworzony w 2018:

1. dekanat Tolkmicko[18]

## Miasta diecezji
| herb | miasto            | dekanat                                          | województwo         | powiat      | ludność | liczba parafii |
| ---- | ----------------- | ------------------------------------------------ | ------------------- | ----------- | ------- | -------------- |
|      | Elbląg            | Elbląg-Południe Elbląg-Północ Elbląg-Śródmieście | warmińsko-mazurskie | Elbląg      | 113 567 | 20             |
|      | Kwidzyn           | Kwidzyn-Śródmieście Kwidzyn-Zatorze              | pomorskie           | kwidzyński  | 37 175  | 14             |
|      | Malbork           | Malbork I Malbork II                             | pomorskie           | malborski   | 37 050  | 18             |
|      | Iława             | Iława-Wschód Iława-Zachód                        | warmińsko-mazurskie | iławski     | 32 319  | 12             |
|      | Morąg             | Morąg                                            | warmińsko-mazurskie | ostródzki   | 12 981  | 10             |
|      | Pasłęk            | Pasłęk I Pasłęk II                               | warmińsko-mazurskie | elbląski    | 11 880  | 11             |
|      | Nowy Dwór Gdański | Nowy Dwór Gdański                                | pomorskie           | nowodworski | 9 506   | 10             |
|      | Sztum             | Sztum                                            | pomorskie           | sztumski    | 9 237   | 11             |
|      | Prabuty           | Prabuty                                          | pomorskie           | kwidzyński  | 8288    | 6              |
|      | Susz              | Susz                                             | warmińsko-mazurskie | iławski     | 6433    | 6              |
|      | Dzierzgoń         | Dzierzgoń                                        | warmińsko-mazurskie | sztumski    | 4426    | 8              |
|      | Nowy Staw         | Nowy Staw                                        | pomorskie           | malborski   | 3999    | 7              |
|      | Tolkmicko         | Tolkmicko                                        | warmińsko-mazurskie | elbląski    | 2 430   | 7              |
|      | Miłomłyn          | Miłomłyn                                         | warmińsko-mazurskie | ostródzki   | 2 426   | 6              |
|      | Krynica Morska    | Krynica Morska                                   | pomorskie           | nowodworski | 1 173   | 9              |

## Patroni
- Pierwszorzędny:
  - Święty Wojciech – biskup i męczennik (23 IV)
- Drugorzędni:
  - bł. Dorota z Mątowów – stygmatyczka (25 VI)
  - św. Maksymilian Maria Kolbe – prezbiter i męczennik (14 VIII)

## Herb diecezji
W tle tarczy herbowej znajdują się: mitra biskupia, w którą wpisana jest róża świętego Wojciecha (tzw. Różyc), pastorał i krzyż. Na tarczy herbowej znajduje się godło herbowe: w górnej prawej części znajduje się baranek, jeden z symboli Chrystusa, herb diecezji/archidiecezji warmińskiej; w górnej lewej części znajduje się orzeł, symbol świętego Jana Ewangelisty, herb diecezji pomezańskiej; poniżej, w centrum tarczy herbowej, znajdują się krzyże rycerskie z herbu Elbląga. W herbie występują symbole przywołujące na pamięć diecezje (pomezańska, warmińska, chełmińska, gdańska), z których części powstała diecezja elbląska.